# Tara King TH
 (juillet 2020).
 (juillet 2018).
 (juillet 2018).
Si vous disposez d'ouvrages ou d'articles de référence ou si vous connaissez des sites web de qualité traitant du thème abordé ici, merci de compléter l'article en donnant les références utiles à sa vérifiabilité et en les liant à la section « Notes et références ».
 (juillet 2020).
Tara King th. est une formation musicale française originaire de la région Rhône-Alpes créée par Ray Borneo en 2003.